# Bardoc község
Bardoc község (románul: Comuna Brăduț) község Kovászna megyében, Romániában. Központja Bardoc, beosztott falvai Erdőfüle, Olasztelek, Székelyszáldobos.

## Népessége
A 2011-es népszámlálás adatai alapján a község népessége 4728 fő volt.